# Religionskundliche Sammlung
Die Religionskundliche Sammlung ist eine zentrale Einrichtung der Philipps-Universität Marburg. Sie ist eines der wenigen Museen, welche die Vielfalt der Religionen der Welt anhand von Gegenständen und bildlichem Material darstellen. Die derzeitige Leiterin der Religionskundlichen Sammlung ist Edith Franke. Die Sammlung ebenso wie die religionswissenschaftliche Fachbibliothek sind öffentlich zugänglich.

## Geschichte

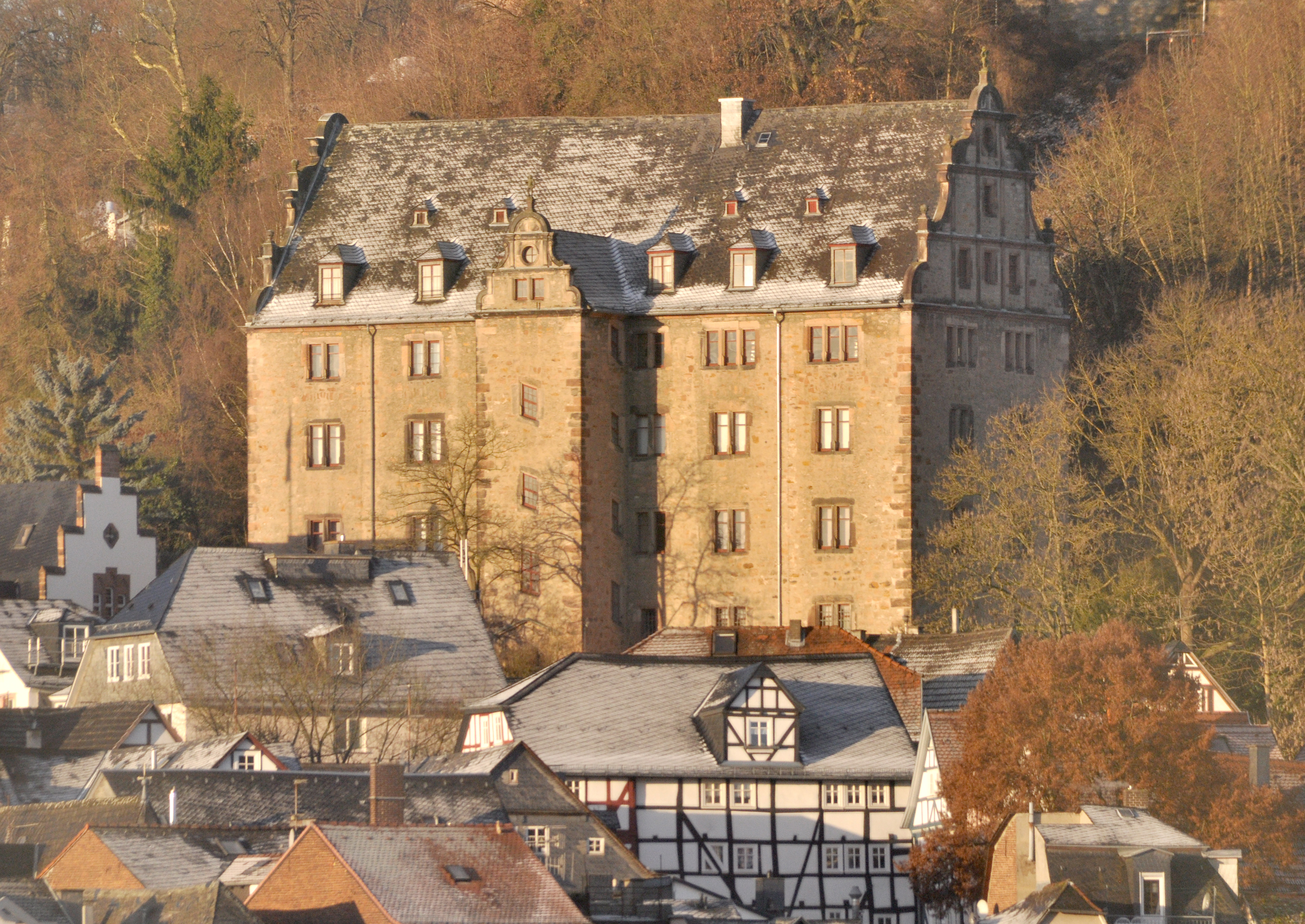
Ehemalige landgräfliche Kanzlei, die seit 1981 die Religionskundliche Sammlung beherbergt

Gegründet wurde die Sammlung im Jahr 1927, zur Vierhundertjahrfeier der Philipps-Universität Marburg, durch den Theologen und Religionsphilosophen Rudolf Otto; 1929 wurde sie dann feierlich eröffnet. Ihm war einerseits das Gemeinsame, aber andererseits auch die Vielfalt der Religionen wichtig. „Diese Sammlung soll dem Studium der Religion in ihren mannigfaltigen geschichtlichen Erscheinungen dienen.“ Durch Reisen und durch ein Netzwerk an Förderern legte er den Grundbestand der Sammlung. Nach Rudolf Otto leiteten Heinrich Frick, Friedrich Heiler, Ernst Dammann, Käthe Neumann, Martin Kraatz (1968–1998), Michael Pye (1998–2000), Peter Bräunlein (2000–2005) und Edith Franke (seit 2006) die Sammlung. Seit 2018 ist Susanne Rodemeier Kuratorin der Sammlung.
Die Sammlung wechselte im Lauf ihrer Geschichte mehrmals ihren Standort in Marburg. Bei ihrer Gründung war sie im „Jubiläumsbau“ (heute Kunstgebäude der Philipps-Universität Marburg) untergebracht. 1947 zog sie ins Landgrafenschloß, wo sie bis 1981 untergebracht war. Am 25. September 1982 wurde die Religionskundliche Sammlung in den Räumen der Neuen Kanzlei (Landgraf-Philipp-Straße 4) neu eröffnet. 1998 erfolgte der Umzug des Fachgebietes Religionswissenschaft von der Liebigstraße ebenfalls in die „Neue Kanzlei“.
Als Universitätsinstitut besaß die Religionskundliche Sammlung eine eigene Fachbibliothek mit mehr als 30.000 Bänden. Die umfangreiche Bibliothek der Sammlung wurde 1999 mit den religionswissenschaftlichen Beständen der Universitätsbibliothek und der Bibliothek des Fachgebietes Religionswissenschaft zu einer Teilbibliothek der Universitätsbibliothek zusammengelegt. Die Teilbibliothek ist täglich als Freihandbibliothek in der Landgraf-Philipp-Str. 4 zugänglich, im 3. Stock des Gebäudes, in dem auch die Religionskundliche Sammlung, ein Seminarraum und die Mitarbeiterinnenräume der Religionswissenschaft sind. Die Sammlung ist eine zentrale Einrichtung der Philipps-Universität Marburg. Seit 2006 ist die Leitung und Betreuung der Sammlung mit der Professur für Religionswissenschaft an der Philipps-Universität Marburg verknüpft. Dadurch wird die unmittelbare Einbindung in die Lehre (B.A.- und M.A.-Studium) und in Forschungstätigkeiten gewährleistet.

## Dauerausstellung
Die Religionskundliche Sammlung in Marburg umfasst über 10.000 Objekte. Davon veranschaulicht sie auf ca. 700 m² die Vielfalt der Religionen und die konkrete Religionspraxis früher und heute anhand von ca. 1.500 Ausstellungsstücken bestehend aus Ritualgegenständen, Bildern, Ikonen, Hausaltären, Modellen und Nachbildungen. Der Schwerpunkt der Religionskundlichen Sammlung liegt auf den Religionen Süd- und Ostasiens (Hinduismus, Buddhismus, Daoismus, Konfuzianismus, Shinto und Tenrikyo), wobei besonders der Buddhismus in seinen verschiedenen regionalen Ausprägungen gezeigt wird (Indien, Taiwan, China, Japan und Tibet). Daneben werden Religionen aus Altamerika, Altägypten, Mittel- und Nordeuropa, Lokalreligionen in afrikanischen Ländern, Ozeanien und Indonesien und die monotheistischen Religionen (Judentum, Christentum, Islam) präsentiert.

## Sonderausstellungen
Die Religionskundliche Sammlung bietet zu verschiedenen Themen immer wieder Sonderausstellungen an. Hier eine Auswahl aus den letzten Jahren:
- Jüdisches Leben in Marburg (2021 im Rathaus der Stadt Marburg)[5]
- SinnRäume. Einblicke in gelebte Religiosität in Deutschland (2015–2018)[6]
- Von Derwischmütze bis Mekka-Cola. Vielfalt islamischer Glaubenspraxis (Eröffnung Mai 2013)[7]
- Äthiopien feiert: Bilder einer Feldforschung von Konstanze Runge (14. Dezember 2011 bis 11. Dezember 2012)[8]
- Pilgerfahrt visuell: Hängerollen in der religiösen Alltagspraxis Japans (24. November 2009 bis 28. Juni 2011)[9]
- Tibet in Marburg (14. November 2007 bis 10. August 2009)
- Gesichter des Islam. Begegnungen mit muslimischen Frauen (31. März 2008 bis 18. Mai 2008)
- God Posters. Eine Ausstellung populärer Druckgraphik aus verschiedenen Religionen (2004–2005)
- Islam in Java. Von den neun Wali zu den indonesischen Kindern von heute (2004)
- Ethno-Graphische Experimente. Eine Ausstellung in zwei Teilen (Mai 2003 bis April 2004)
- Religion and Travel Culture in Japan/Religion und Reisekultur in Japan (2002)
- Guadalupenismo und Zivilreligion in Mexiko. Eine kleine Plakatausstellung (2001)
- Japanese Summer Festivals/Sommerfeste in Japan (1999)
- Ein buddhistischer „Heiliger“ in Japan, Jizo Bosatsu: Photographien und Gegenstände (6. September 1994 bis 23. Oktober 1994)
- Religiöse Malerei aus Taiwan (12. Oktober 1980 bis 23. November 1980)
- Yokigurashi: Ausstellung über Tenrikyō, eine Religion in Japan (12. Mai 1975 bis 15. Juni 1975)

## Publikationen
- Edith Franke: Objekte erzählen Religionsgeschichte(n). Veröffentlichungen der Religionskundlichen Sammlung der Philipps-Universität Marburg, Band 9. Marburg 2017, ISBN 978-3-8185-0533-2.
- Konstanze Runge, Andrey Trofimov: „Es gibt keinen Gott!“ Kirche und Religion in sowjetischen Plakaten. Sammlung des Staatlichen Museums für Religionsgeschichte Sankt Petersburg. Veröffentlichungen der Religionskundlichen Sammlung der Philipps-Universität Marburg, Band 7. Marburg 2015, ISBN 978-3-00-051548-4.
- Edith Franke, Konstanze Runge: Von Derwisch-Mütze bis Mekka-Cola. Vielfalt islamischer Glaubenspraxis. Veröffentlichungen der Religionskundlichen Sammlung der Philipps-Universität Marburg, Band 6. Diagonal-Verlag: Marburg 2013, ISBN 978-3-939346-20-3.
- Michael Pye, Katja Triplett: Pilgerfahrt visuell. Hängerollen in der religiösen Alltagspraxis Japans. Veröffentlichungen der Religionskundlichen Sammlung der Philipps-Universität Marburg, Band 5. Marburg 2011, ISBN 978-3-939346-16-6.
- Adelheid Herrmann-Pfandt (Hrsg.): Tibet in Marburg. Veröffentlichungen der Religionskundlichen Sammlung der Philipps-Universität Marburg, Band 4. Marburg 2008, ISBN 978-3-939346-03-6.
- Martin Kraatz (Hrsg.): Jizo Bosatsu – Ein buddhistischer „Heiliger“ in Japan. Photographien und Gegenstände. Begleitheft zur Ausstellung in der Universitätsbibliothek, Marburg 6. September – 23. Oktober 1994. Veröffentlichungen der Religionskundlichen Sammlung der Philipps-Universität Marburg Band 3. Marburg 1994, ISBN 3-9800442-2-X.
- Martin Kraatz (Hrsg.): Religiöse Malerei aus Taiwan: Die Höllen-Texte aus dem Chinesischen übersetzt von Jorinde Ebert und Barbara Kaulbach. zur Ausstellung der Religionskundlichen Sammlung der Philipps-Universität, Marburg, 12. Oktober – 23. November 1980 in Marburg, 21. März – 3. Mai 1981 in Köln. Veröffentlichungen der Religionskundlichen Sammlung der Philipps-Universität Marburg Band 2. Marburg 1981, ISBN 3-9800442-1-1.
- Martin Kraatz (Hrsg.): Religiöse Malerei aus Taiwan. Ausstellung der Religionskundlichen Sammlung der Philipps-Universität Marburg, 12. Oktober – 23. November 1980, Universitätsmuseum für Kunst u. Kulturgeschichte, Marburg, Frühjahr 1981, Museum für Ostasiat. Kunst, Köln. Veröffentlichungen der Religionskundlichen Sammlung der Philipps-Universität Marburg Band 1. Marburg 1980, ISBN 3-9800442-0-3.